# Łęguty (jezioro)
Łęguty – jezioro w Polsce, położone w województwie warmińsko-mazurskim, w powiecie olsztyńskim, w gminie Gietrzwałd.

## Opis
Jezioro znajduje się na Równinie Olsztynka, z prawej strony drogi wojewódzkiej nr 531 (Podlejki – Łukta), na południe od miejscowości Łęgucki Młyn.
W 1999 roku posiadało III klasę czystości wody. Dno jeziora jest muliste i zarośnięte. Z południowej strony znajduje się teren wojskowy.